# Числа Піфагора

Теорема Піфагора: a^{2} + b^{2} = c^{2}

Числа Піфагора (піфагорова або пітагорова трійка) складаються з трьох натуральних чисел a, b і c, таких що a2 + b2 = c2. Ці числа зазвичай записують в такому вигляді (a, b, c), і найвідомішим прикладом є трійка (3, 4, 5). Якщо (a, b, c) числа Піфагора, тоді й (ka, kb, kc) також для будь-якого натурального k. Примітивними Піфагоровими числами називають взаємно прості a, b й c.
Назву свою числа отримали через теорему Піфагора, для якої ці числа є розв'язком діофантового рівняння a2+b2=c2. Але не всі розв'язки є Піфагоровими числами. Наприклад, трикутник зі сторонами a = b = 1 і c = √2 прямокутний, але (1, 1, √2) не є піфагоровими числами, тому що √2 — не натуральне число. Також, 1 і √2 не мають цілого спільного кратного, тому що √2 є ірраціональним числом. Для c ≤ 100 є лише 16 примітивних Піфагорових трійок:
| (3, 4, 5)    | (5, 12, 13)  | (7, 24, 25)  | (8, 15, 17)  |
| (9, 40, 41)  | (11, 60, 61) | (12, 35, 37) | (13, 84, 85) |
| (16, 63, 65) | (20, 21, 29) | (28, 45, 53) | (33, 56, 65) |
| (36, 77, 85) | (39, 80, 89) | (48, 55, 73) | (65, 72, 97) |

## Загальні формули
За допомогою простих арифметичних обчислень неважко перевірити, що для довільних цілих m>n числа
{\displaystyle a=m^{2}-n^{2}\,}
{\displaystyle b=2\cdot m\cdot n\,}
{\displaystyle c=m^{2}+n^{2}\,}
є числами Піфагора. Вони будуть примітивними, тоді, і тільки тоді m і n взаємно прості й одне з них парне (якби обидва були непарними, тоді числа a, b і c були б парними, а значить, трійка не була б примітивною). З іншого боку можна довести, що всі примітивні числа Піфагора можна задати подібним чином. Справді, нехай a, b, c — деякі примітивні числа Піфагора. Вочевидь, два з них мають бути непарними, а одне — парним. Доведемо, що випадок, коли a, b — непарні, а c — парне неможливий. Справді, якщо c є парним, то c2 ділиться на 4, тоді як a2 + b2 =(2p+1)2 + (2q+1)2 =4p2+4p+1+4q2+4q+1 при діленні на 4 дає в остачі 2. Отже, припустимо, що a, c — непарні, а b — парне. Записавши a2 − c2 = b2 і враховуючи a2 − c2 = (a+с)×(a−с) ділячи на 4 остаточно, одержуємо:
{\displaystyle {\frac {c-a}{2}}\cdot {\frac {c+a}{2}}=\left({\frac {b}{2}}\right)^{2}}
У попередній формулі множники в лівій частині є взаємно простими. Інакше їх спільний дільник був би спільним дільником і для a, c, а значить і для b, що неможливо. Оскільки два множники взаємно прості, а їхній добуток є квадратом цілого, то кожне з цих чисел є квадратом цілого.
Якщо покласти
{\displaystyle {\frac {c+a}{2}}=m^{2}}
{\displaystyle {\frac {c-a}{2}}=n^{2},}
то вирази для a, b, c через m, n саме і будуть шуканими формулами.